# 杜伏威
杜伏威（583年—623年5月2日），名尧，字伏威，以字行，齐州章丘县（今山东省济南市章丘区）人。隋朝末期农民起义军领导者之一。

## 生平
自幼家贫，惯于偷盗，與辅公祏是刎颈之交。辅公祏常从姑家里偷羊送给杜伏威吃。因盗案案发，官府追捕，两人落草为寇，时年十六。大业九年（613年）逃窜到长白山（今山东章丘东北）地区，组织山贼，与辅公祏率众起义。后转战到淮南，渐渐扩张势力，自称将军，陆续合并苗海潮部、赵破阵部等起义军，势力大增，屯併六合，威胁江都（在今江苏省扬州市境），江都留守派校尉宋颢前来镇压，杜伏威用计将其引入芦苇荡中，放火将其烧死。
大业十二年（616年）七月，隋炀帝派虎牙郎将公孙上哲率军前往鎮壓，双方战于盐城（今江苏盐城），公孙上哲军队被全歼。次年（617年）伏威又击败名將陈稜率领的隋军，乘胜破高邮，之后在淮南的历阳（今安徽省和县）自称总管，以辅公祏为长史，又合并江淮各部，占有江淮间广大地区。伏威善治军，能與将士同甘共苦，每次战斗，将士皆奋勇冲杀，争效死力。所获财物，皆赏将士；战死者，以其妻妾殉葬。故将士皆为他战，所向无敌。伏威又實施减赋税、废殉葬、惩贪污等措施，逐渐赢得了民众的信任。
大业十四年（618年），杜伏威向东都（今河南洛阳）越王杨侗称臣，獲封为楚王，拜东道大总管。唐高祖武德二年（619年），由于唐朝实力强大，便归安于唐朝，授东南道行台尚书令、江淮以南安抚大使、上柱国，封吴王，赐姓李，预宗正属籍，封其子杜德俊为山阳公。次年，击败李子通，将根据地迁至江南的丹阳（今江苏南京）。武德四年，唐軍攻圍洛陽，伏威遣兵助戰。
武德五年（622年），秦王李世民鎮壓河北劉黑闥、徐圓朗，連下十餘城，淮北震動，七月，召杜伏威入朝，臨行前以辅公祏留守丹陽，将兵权交给右将军王雄诞，辅公祏心生不满。武德六年（623年）春正月，朝廷以伏威為太子太保兼行台尚書令，位在齐王李元吉之上，以示宠遇。同年八月，辅公祏伪称接到杜的命令起兵反唐，兵败被杀。此时距杜伏威和辅公祏共同起事已十三年。武德六年三月廿七日（623年5月2日），杜伏威因为忧惧而死，虚岁四十一。兵败后，辅公祏伪造的书信被发现，唐高祖不辨真假便除去杜伏威之官，并籍没其家眷。贞观五年二月廿一日（631年3月29日），唐太宗诏令以国公礼安葬杜伏威，派别将戴士文监护丧事，当年四月庚寅廿日己酉（631年5月26日）将杜伏威安葬于雍州万年县义善乡少陵原。

## 文學作品
- 《大唐雙龍傳》中，將杜伏威塑造成老謀深算、精明幹練而且武功非凡的黑道霸主、義軍領袖。他頭頂高冠，容貌古樸，性格凶殘，而且殺人如麻，唯獨對主角寇仲及徐子陵有著複雜的感情，既討厭而又欣賞他們，起初為了「楊公寶庫」而脅持二人，考慮到方便在江湖上並行而迫令二人稱自己為爹，但杜伏威大勢已去後，雄心不再，反倒懷念二人之情，直接成為了二人的乾爹。外號「袖裡乾坤」，喜歡穿著寬袍大袖，兩袖裡暗藏尺許長的護臂，招式詭祕莫測，於小說中是當代高手之一。